# 小行星8199
小行星8199（英語：8199 Takagitakeo）是一颗围绕太阳公转的小行星。1993年12月9日，小林隆男在大泉町发现了此天体。
这颗小行星的绝对星等为209.26675263472等。